# Jacob Otten Husly

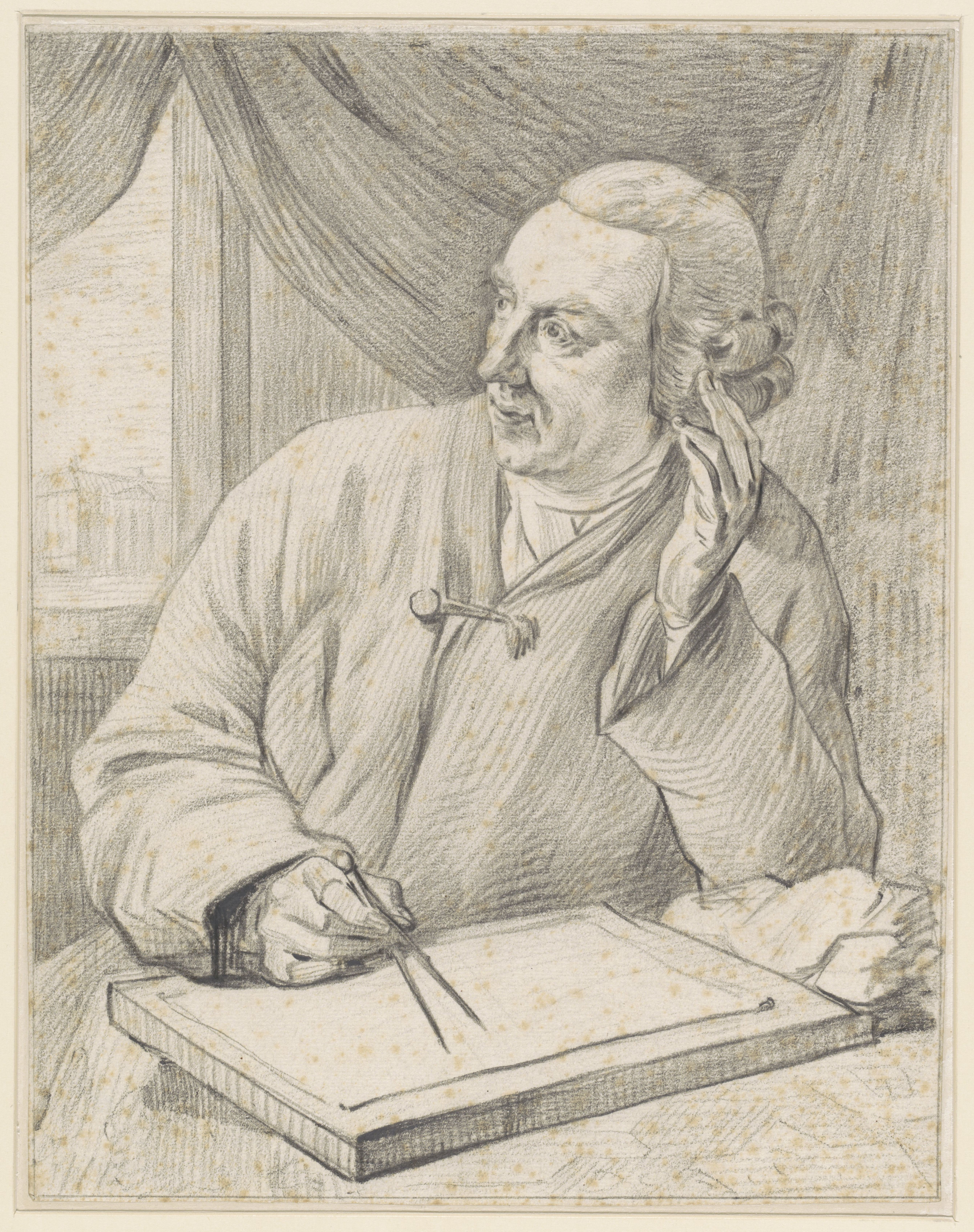
Retrato de Husly. Dibujo con tiza de Taco Scheltema en el Rijksmuseum.

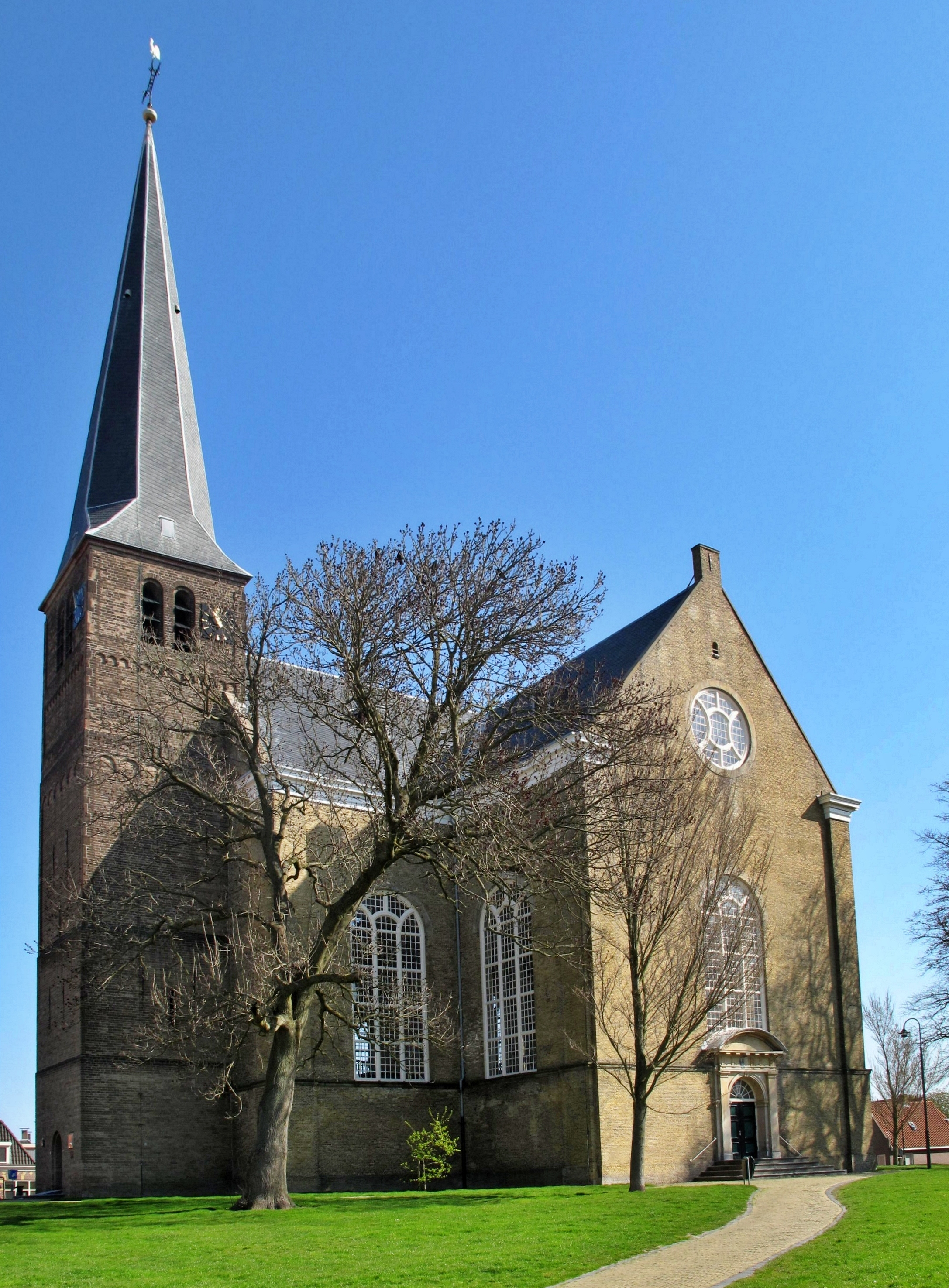
La Grote Kerk (Gran Iglesia) de Harlingen, desde el suroeste.

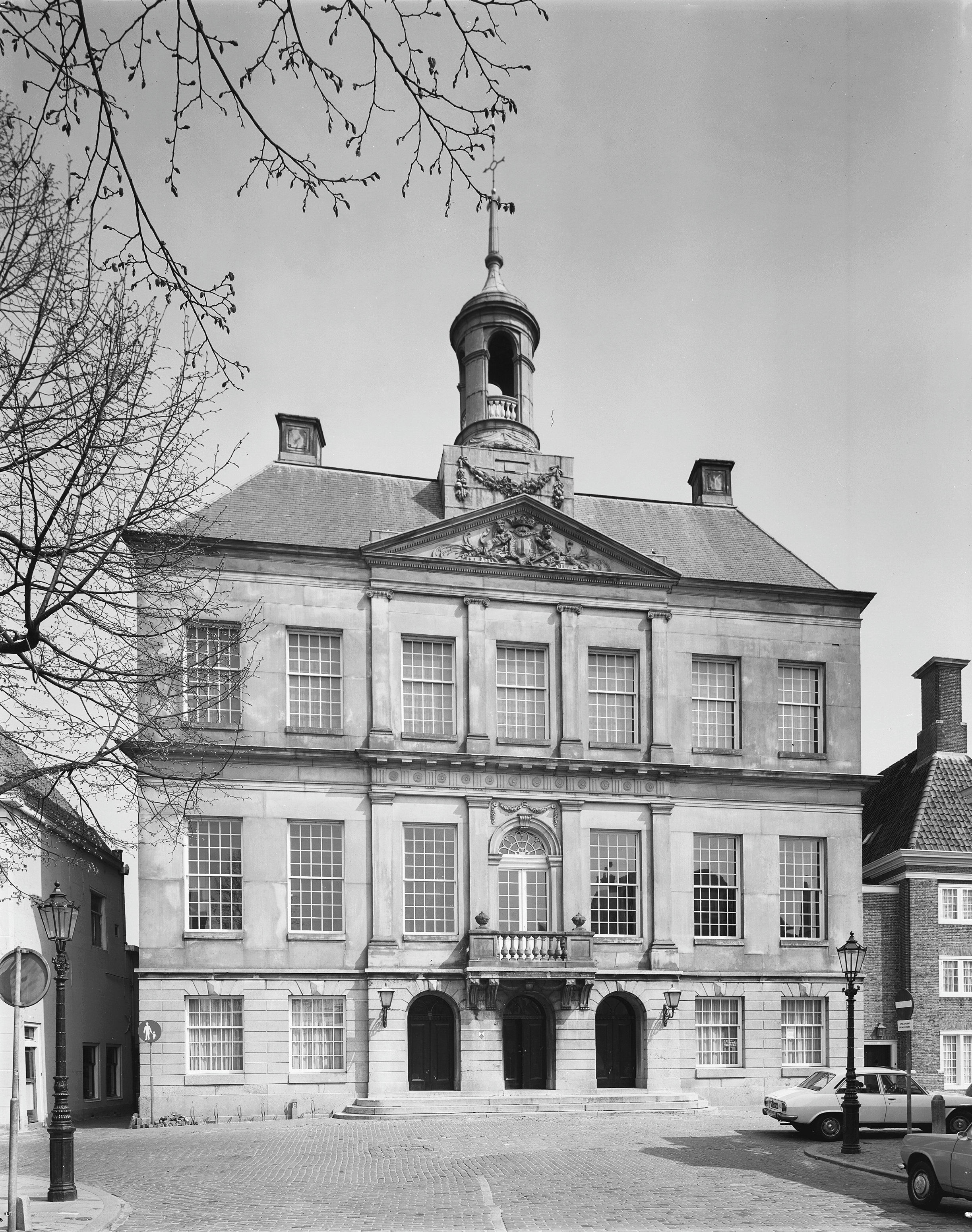
Fachada del Ayuntamiento de Weesp.

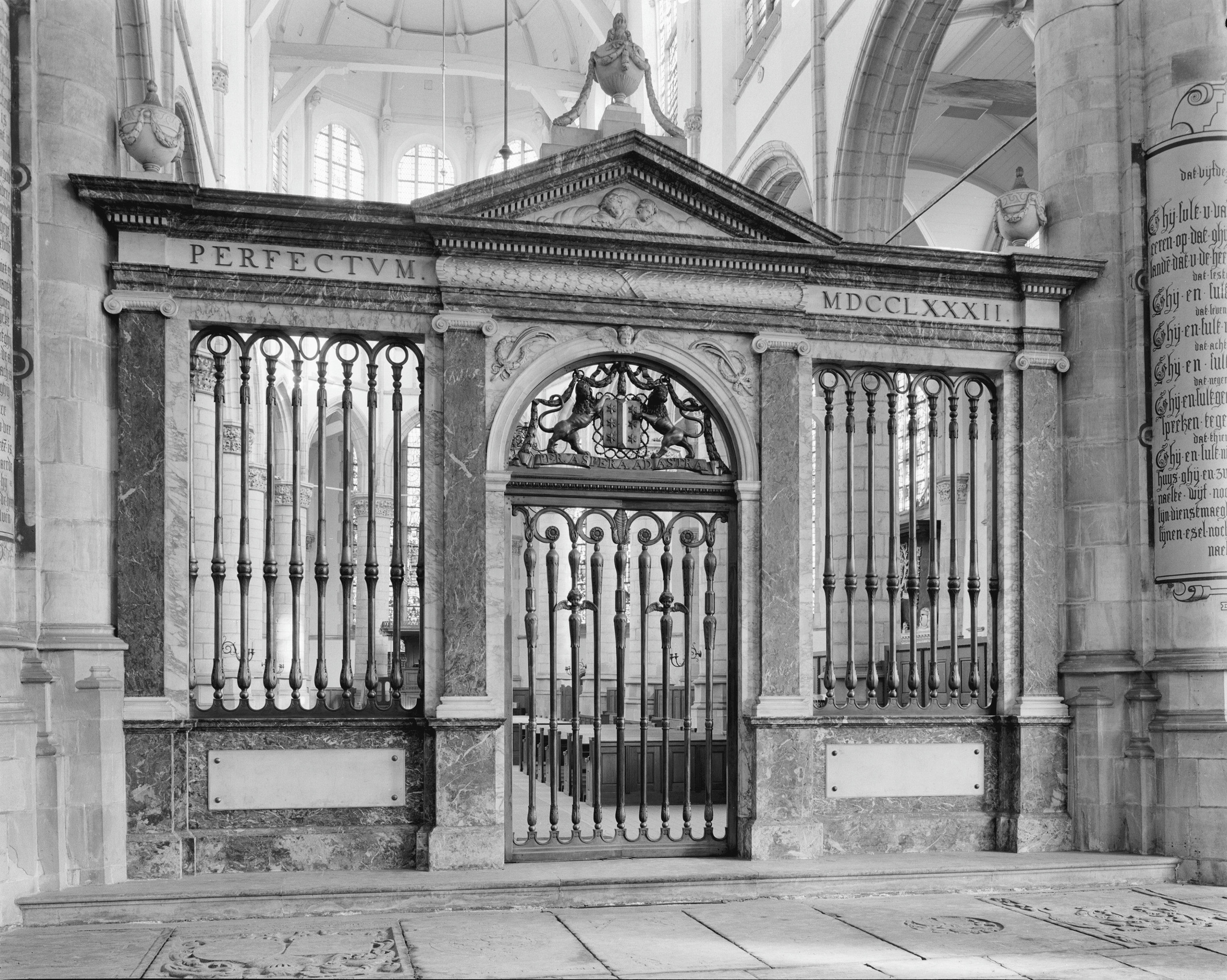
La pantalla del coro en la Janskerk en Gouda.

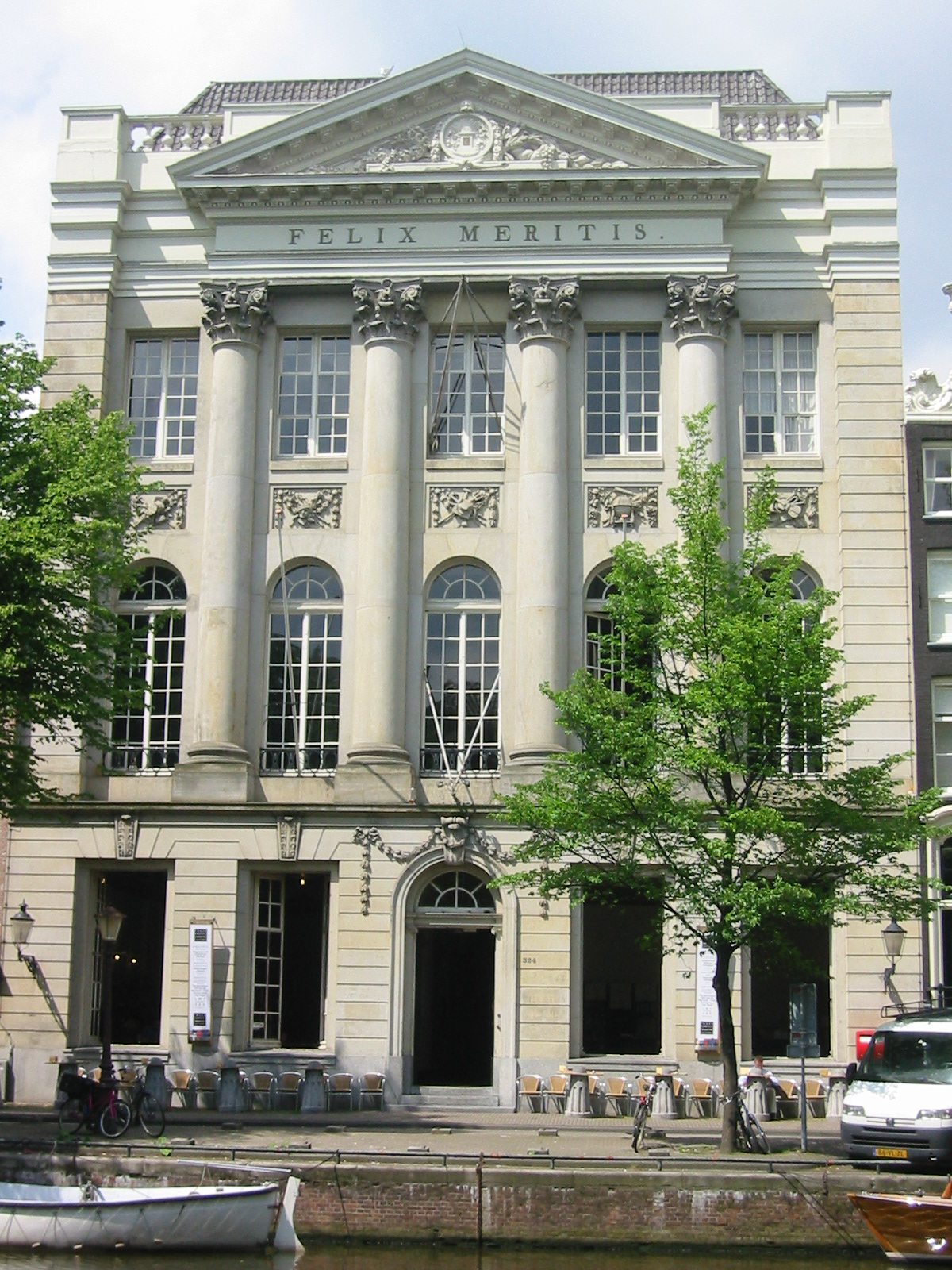
Fachada de Felix Meritis en Keizersgracht en Ámsterdam.

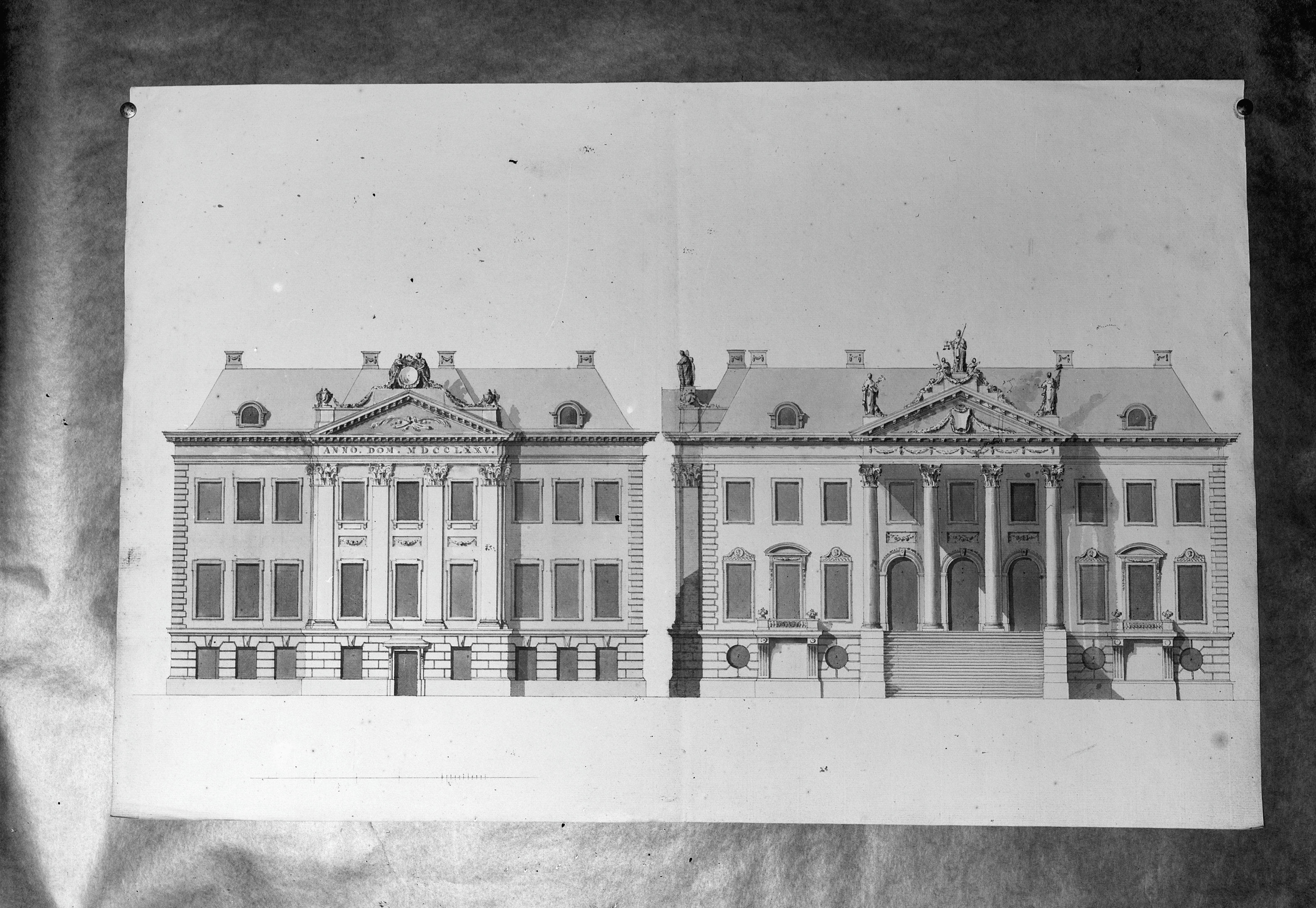
Diseño ganador de Husly para el Ayuntamiento de Groninga en 1775.

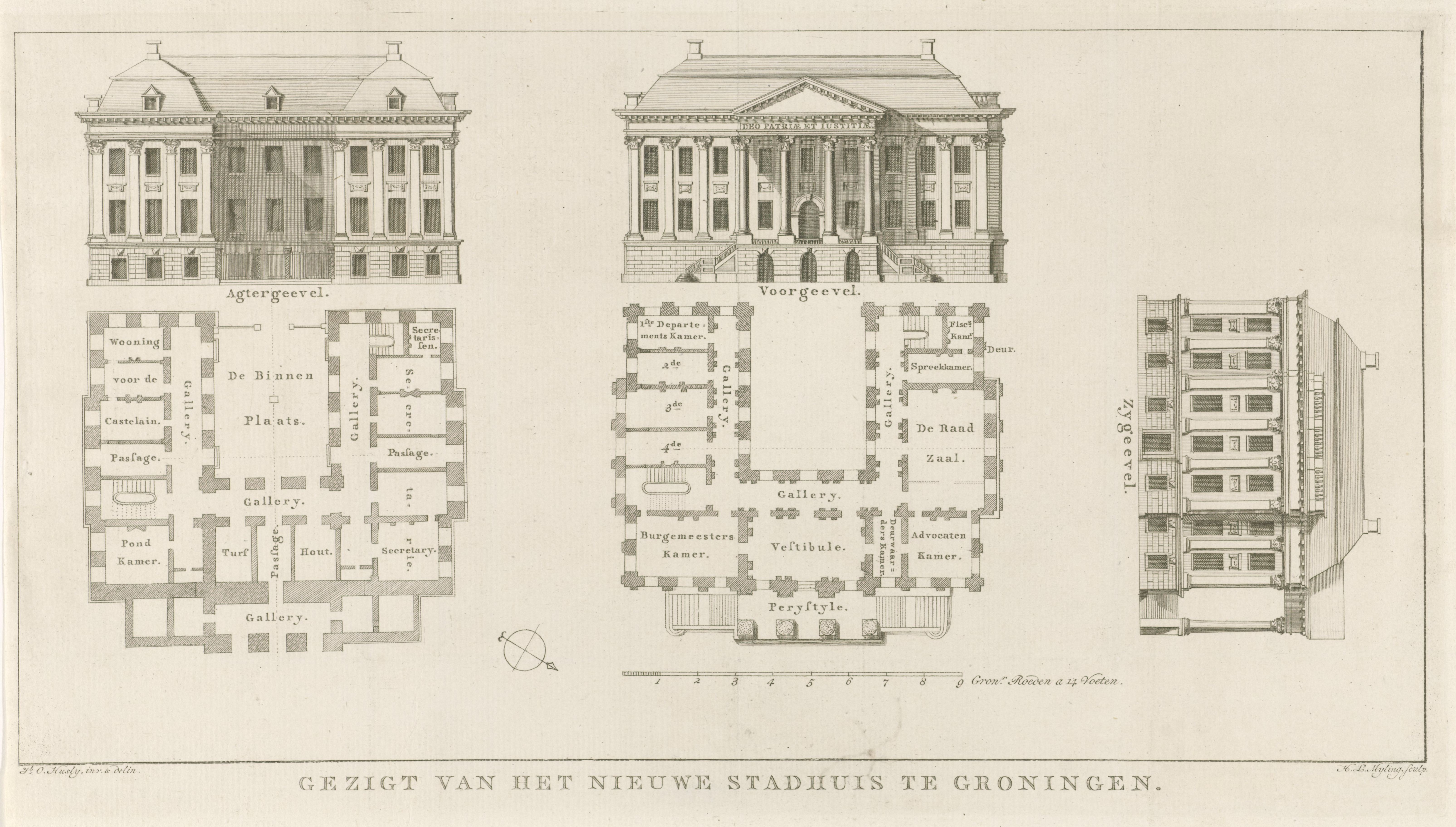
Diseño simplificado de Husly para el Ayuntamiento de Groninga de 1795.

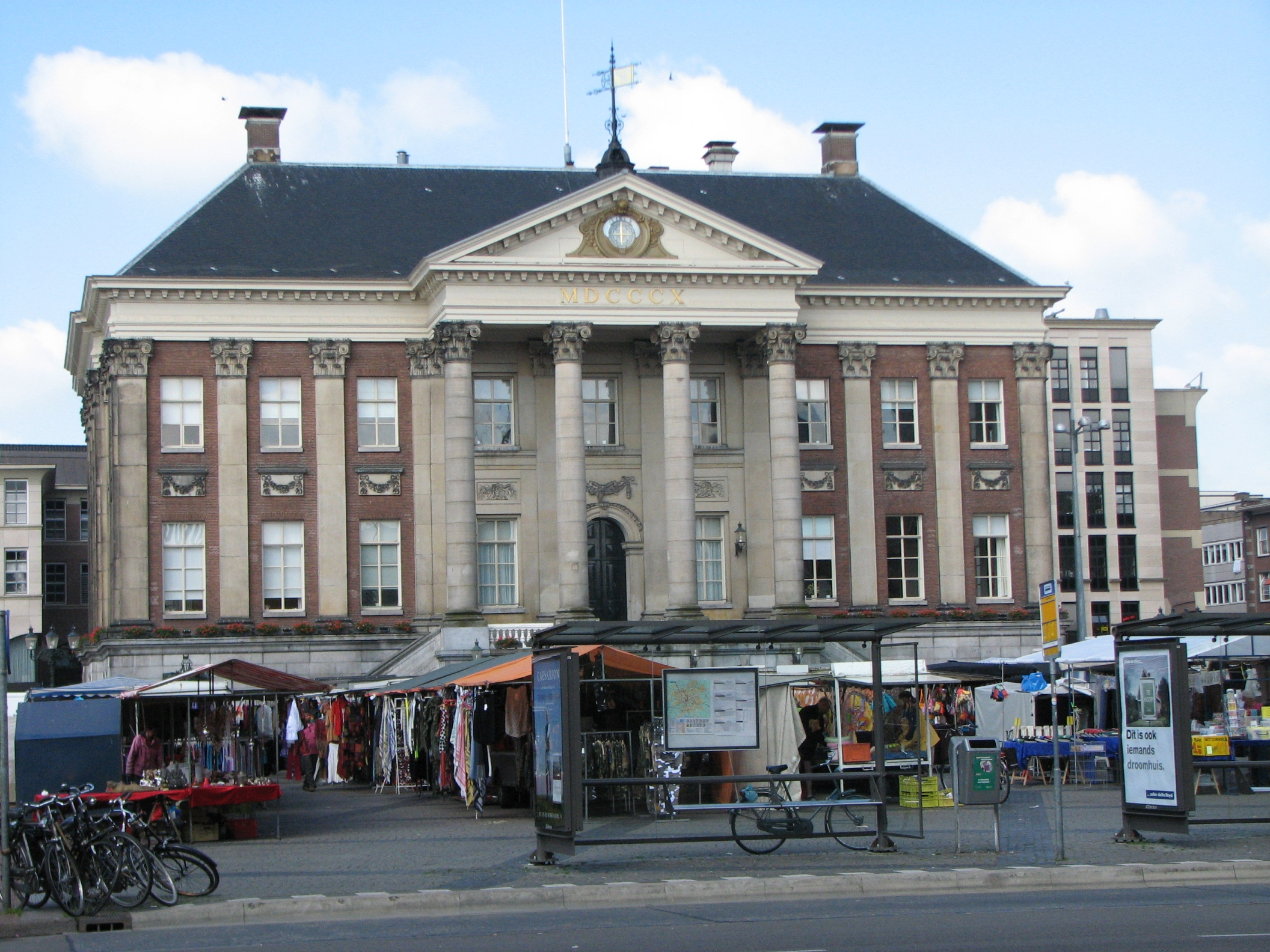
Fachada del Ayuntamiento de Groningan tal como fue construido.

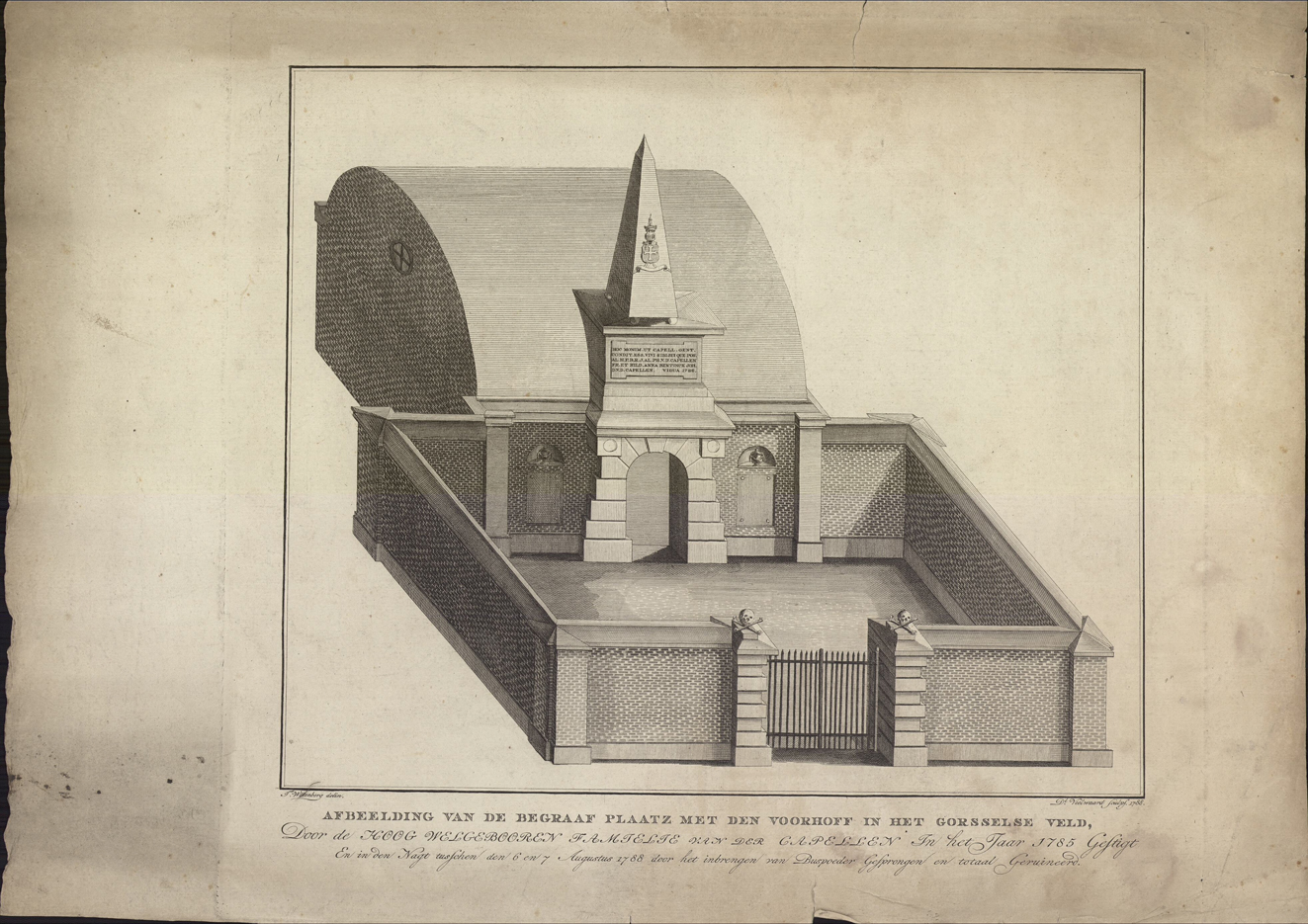
Tumba de Joan Derk van der Capellen tot den Pol en Gorssel. Grabado según un dibujo de Teunis Wittenberg.

(Hans) Jacob Otten Husly (Doetinchem, bautizado el 16 de noviembre de 1738 – Oosterholt, 11 de enero de 1796) fue un arquitecto y estucador neerlandés del siglo XVIII.

## Relaciones familiares y primeros años
Otten Husly era hijo de Albert Otten y Anna Hendrica Huslij. Su hermana mucho mayor, Catharina Maria Otten (1718-1786), estaba casada con el carpintero de la ciudad de Arnhem, Hendrik Viervant (1718-1775), miembro de una conocida familia de arquitectos de la capital de Güeldres. Más tarde, Husly colaboraría regularmente con su hijo Leendert Viervant el Joven (1752-1801), el arquitecto interno de la Fundación Teylers en Haarlem.
A temprana edad se mudó de Doetinchem a Ámsterdam para aprender el oficio del estuco bajo la dirección de sus tíos, los entonces famosos decoradores y estuquistas Hans Jacob Huslij (1702-1776) en Hendrik Huslij (1706-1788). Posiblemente, gracias a su mediación, fue contratado durante un breve tiempo por el estucador Nicolaes Bruijnesteijn en 1755. Siendo uno de los pocos maestros de obras de la República, Husly pasó un tiempo en París en su juventud, probablemente en 1761.
Aunque nació como Hans Jacob Otten, alrededor de 1760 añadió Husly (una variante de Huslij) a su nombre para subrayar esa conexión familiar, probablemente por razones comerciales. Husly permanecería activo como estucador durante toda su vida laboral, incluso después de que ya se había hecho un nombre como arquitecto. A veces también realizaba él mismo las yeserías de los edificios que diseñaba.

## Trabajo privado en Amsterdam
En Ámsterdam, Husly trabajó principalmente para clientes privados. Desde principios de los años 1660 recibió numerosos encargos para la decoración del interior de las casas existentes en los canales. Entre sus clientes se encontraba el coleccionista de arte Gerrit Braamcamp, para cuya casa recién adquirida en Herengracht 462 Husly diseñó un techo de estuco alrededor de 1760.
Posteriormente también diseñaría algunas fachadas completamente nuevas, como la Herengracht n.º 382 (1775) para el comerciante Jan Scheerenbergh. Herengracht n.º 40 (1790) y n.º 547 (1793) probablemente también siguieron después, la primera de las cuales fue construido para Tjeerd Anthony van Iddekinge, hijo del alcalde de Groninga, Antony Adriaan van Iddekinge.
Otros trabajos privados en Amsterdam fuerpn proporcionar un techo para el nuevo teatro de Amsterdam del arquitecto de la ciudad Jacob Eduard de Witte (1774), y posiblemente la renovación de la casa en Herengracht n.º 475 en 1792 y una nueva puerta de entrada para la finca de Frankendael en 1778 por encargo del coleccionista de arte Jan Gildemeester Jansz.. Husly también diseñó varios elegantes cenadores de jardín neoclásicos durante estos años.
En 1769-1771 también participó en la construcción de la Diaconiehuis luterana en Nieuwe Keizersgracht, diseñada por Coenraad Hoeneker.

## Director de la Academia de Dibujo de la Ciudad
En 1758 fue cofundador de la sociedad Vriendschap vereenigt de Kunsten, predecesora directa de la Academia de Dibujo de la Ciudad de Ámsterdam (Stadstekenacademie), institución que jugaría un papel importante en la vida cultural de Ámsterdam. Husly fue uno de los fundadores de esta Academia de Dibujo en 1765, junto con el coleccionista de arte Cornelis Ploos van Amstel, y posteriormente se convirtió en uno de sus directores. Enseñaría allí en las siguientes décadas y también daría una serie de conferencias públicas, varias de las cuales aparecerían impresas. Husly también adquirió cierta reputación como teórico.

## Trabajos fuera de Ámsterdam
Husly pronto logró conseguir encargos fuera de Ámsterdam. Ya en 1764 participó en la construcción del nuevo Stadswaag en Arnhem, diseñado por su cuñado Hendrik Viervant. En 1772-1775 se construyó en Harlingen una nueva Grote Kerk reformada con planta en forma de cruz griega, cuyos planos probablemente dibujó Husly, al menos involucrado en la construcción como autor de la decoración de estuco. Casi al mismo tiempo consiguió el contrato para la construcción del nuevo Ayuntamiento de Weesp (1772-1776).
Entre 1789 y 1793 probablemente diseñó una nueva fachada trasera para el castillo de Hardenbroek cerca de Cothen. Husly también trabajó como arquitecto paisajista al mismo tiempo; en 1789 asesoró al antiguo gobernador de la Colonia del Cabo, Joachim Plettenberg, en la construcción de su finca en Windesheim, cerca de Zwolle.

## Papel en la innovación estilística
Aunque Husly destacaba por su amplio dominio de diferentes estilos, es considerado uno de los representantes más importantes y talentosos del llamado estilo Luis XVI en los Países Bajos. Este movimiento, originalmente pensado como un estilo ide diseño nterior, fue una reacción al "nuevo garbo" ('nieuwe zwier') del rococó, la moda predominante, que se había vuelto demasiado frívola para el gusto de algunos. A partir de 1770, tanto los interiores como la arquitectura fueron adquiriendo un aspecto más estricto y austero. Un ejemplo temprano de este estilo es el diseño de Husly para el ayuntamiento de Weesp (1771-1776), que se inspiró muy claramente en el clasicista Ayuntamiento de Ámsterdam (1648-1664), obra de Jacob van Campen. Lo mucho que se apreció durante el período de construcción se desprende de la publicación del dibujo en alzado de la fachada como "Pieza de prueba de la arquitectura contemporánea" ('Proefstuk der Hedendaagsche Bouwkunde') con una descripción en De Maandelykse Nederlandsche Mercurius en 1776, año en que se completó el edificio.

## Concursos ganados
Husly ganó tres concursos de arquitectura en el último cuarto del siglo XVIII: en 1775, para el Ayuntamiento de Groninga; en 1776, para el biombo del coro de Janskerk en Gouda (ejecutado en 1782); y, en 1786, para la sociedad Felix Meritis en Ámsterdam. En línea con su nueva pantalla coral en Goudse Janskerk, más tarde también diseñó allí la platea masculina.
Su diseño probablemente más conocido es el del nuevo edificio de la sociedad Felix Meritis (1787-1789) en Ámsterdam. El proyecto ganador, un enorme edificio con colosales medias columnas en Keizersgracht, fue creado por Husly. Probablemente sirvió de ejemplo para la nueva fachada que Roelof Roelofs Viervant (primo de Leendert el Joven) realizó en 1791 para el castillo Ter Horst en Loenen, Güeldres.

## El Ayuntamiento de Groninga
Si cabe, aún más impresionante fue el diseño de Husly para el Ayuntamiento de Groninga de 1775, también tras ganar un concurso, bajo el lema Naar 't programma. Su victoria final en el concurso probablemente se debió en parte a su relación con el conocido médico Petrus Camper, quien de hecho formó el jurado por sí solo. Inicialmente había puesto el diseño de Jacob Eduard de Witte en primer lugar en la lista de nominaciones. Sin embargo, debido a todo tipo de contratiempos, la implementación del diseño de Husly sólo comenzaría realmente después de una serie de simplificaciones y recortes importantes en 1793. Después de una larga congelación de la construcción, no se completó hasta 1810, años después de la muerte de Husly. El edificio se considera uno de los mejores ejemplos de la variante típica neerlandesa del neoclasicismo y fue uno de los primeros edificios monumentales en los Países Bajos con un pórtico de columnas independiente.
Otros ejemplos tempranos de un pórtico con columnas, diseñado más tarde pero realizados antes, son el Rechthuis en Westzaan (1781-1783, Johan Samuel Creutz), el Rechthuis en Westkapelle (1783, Coenraad Kayser), el Teylers Hofje en Haarlem (1785-1787, Leendert Viervant el Joven), el Sint-Jacobsgasthuis en Schiedam (1786-1789, Jan Giudici) el de Villa Eindenhout en Haarlem (1793), Pierre Esaie Duyvené).

## Husly y los patriotas
Felix Meritis era una sociedad cultural fuertemente patriótica. El propio Husly también se involucraría cada vez más en el movimiento patriota en la década de 1980. Funcionaría más o menos como espía y persona de contacto en Ámsterdam para el líder patriota de Gelderland, Robert Jasper van der Capellen tot den Marsch. Ya en 1773, Husly había nombrado a Van der Capellen, aunque vivía en una finca cerca de Zutphen, miembro honorario de la Academia de Dibujo de Ámsterdam.
Sin duda gracias a esa relación, Husly recibió en 1785 el encargo de construir un mausoleo para su primo Joan Derk van der Capellen tot den Pol, fallecido en 1784, en el páramo cercano a Gorssel, que ya fue volado por vándalos orangistas en 1788.
Ya en 1773, Husly había diseñado un monumento en honor de Hugo de Groot, venerado en los círculos patrióticos, para el médico de Amsterdam Jacob Ploos van Amstel —un hermano menor de Cornelis— en forma de un colosal templo redondo de dieciocho columnas corintias independientes.Se suponía que se ubicaría en el lugar donde se encontraba el castillo de Loevestein, que luego iba a ser demolido. El 22 de marzo de 1773, en el 153.º aniversario de la famosa fuga en el arcón de libros, se presentó en Ámsterdam a los miembros de la sociedad patriótica Concordia et Libertate un modelo de papel maché obra de un tal Hendrik Voerman.

## Últimos años
En 1792, o poco antes, Husly hizo un viaje a las ciudades alemanas de Bentheim y Burgsteinfurt, directamente al este de Oldenzaal, al otro lado de la frontera. Informó sobre esto tanto a Felix Meritis como a Concordia et Libertate, para quienes había dado conferencias a menudo.
Husly había quedado lisiado desde 1771 tras una caída de un andamio. Después de 1790 su salud comenzó a deteriorarse rápidamente. En 1794 renunció a su cargo de director de la Stadtekenacademie y dejó Ámsterdam para establecerse en una granja cerca de Kampen. Murió allí a principios de 1796 después de un ataque y fue enterrado en su propia tumba en la Iglesia Reformada de IJsselmuiden.

## Obra arquitectónica de Husly
- 1772-1775: Grote Kerk (Gran Iglesia) de Harlingen (con Willem Douwes)
- 1772-1776: Ayuntamiento de Weesp
- 1775: Herengracht n.º 382 en Ámsterdam
- 1778/1783: Frankendael en Ámsterdam (puerta de entrada)
- 1787-1789: Felix Meritis en Ámsterdam
- 1789-1790: Statencollege (Rode Steen n.º 16) en Hoorn (con Leendert Viervant)
- 1790-1791: Herengracht n.º 40 en Ámsterdam (atribución)
- 1791-1793: Castillo de Hardenbroek cerca de Cothen (atribución)
- 1793: Herengracht n.º 547 en Ámsterdam (atribución)
- 1793-1795 y 1802-1810: Ayuntamiento de Groninga

## Su biblioteca
Dos años después de su muerte, se subastaron 300 libros de su biblioteca, incluidos 31 libros sobre arquitectura, dibujo, pintura y perspectiva. La colección era bastante completa en cuanto a obras teóricas arquitectónicas contemporáneas y clásicas